# Histoire du terme « nègre »
Pour les articles homonymes, voir Nègre (homonymie), Negro (homonymie), Négresse (homonymie) et Nigger (homonymie).
Ne doit pas être confondu avec Noir (humain).

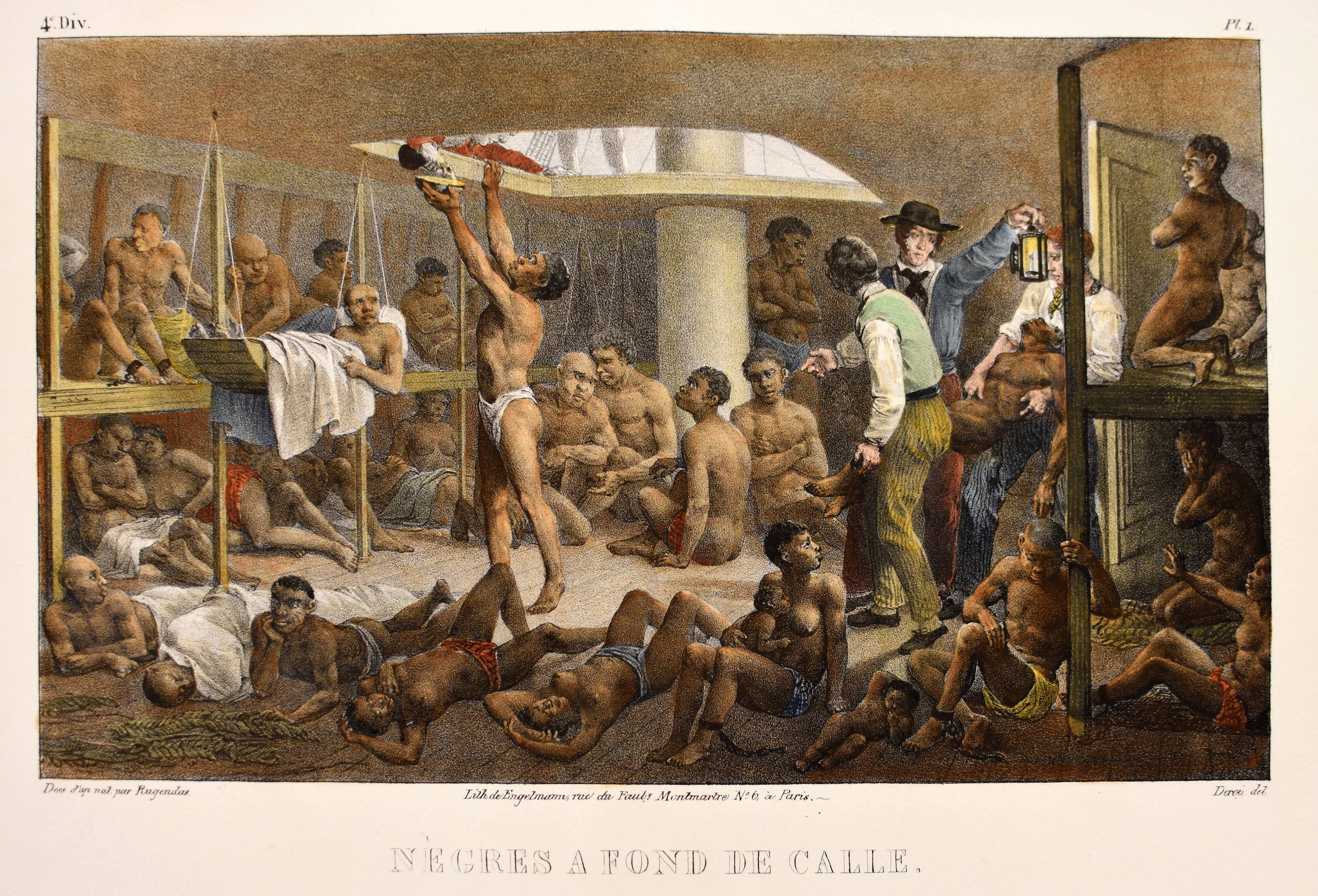
Nègres à fond de cale, par Johann Moritz Rugendas (1830).

Le mot « nègre » est à la fois un substantif (au féminin « négresse ») utilisé historiquement de façon péjorative pour désigner les personnes considérées comme étant d'origine africaine ou noires ; et également un adjectif, dans ce cas invariable en genre, utilisé au XXe siècle pour désigner l’ensemble des populations et cultures d'Afrique subsaharienne. Le terme peut être considéré comme offensant ou neutre, en grande partie selon le contexte dans lequel il est appliqué. Il existe plusieurs équivalents dans d'autres langues d'Europe.

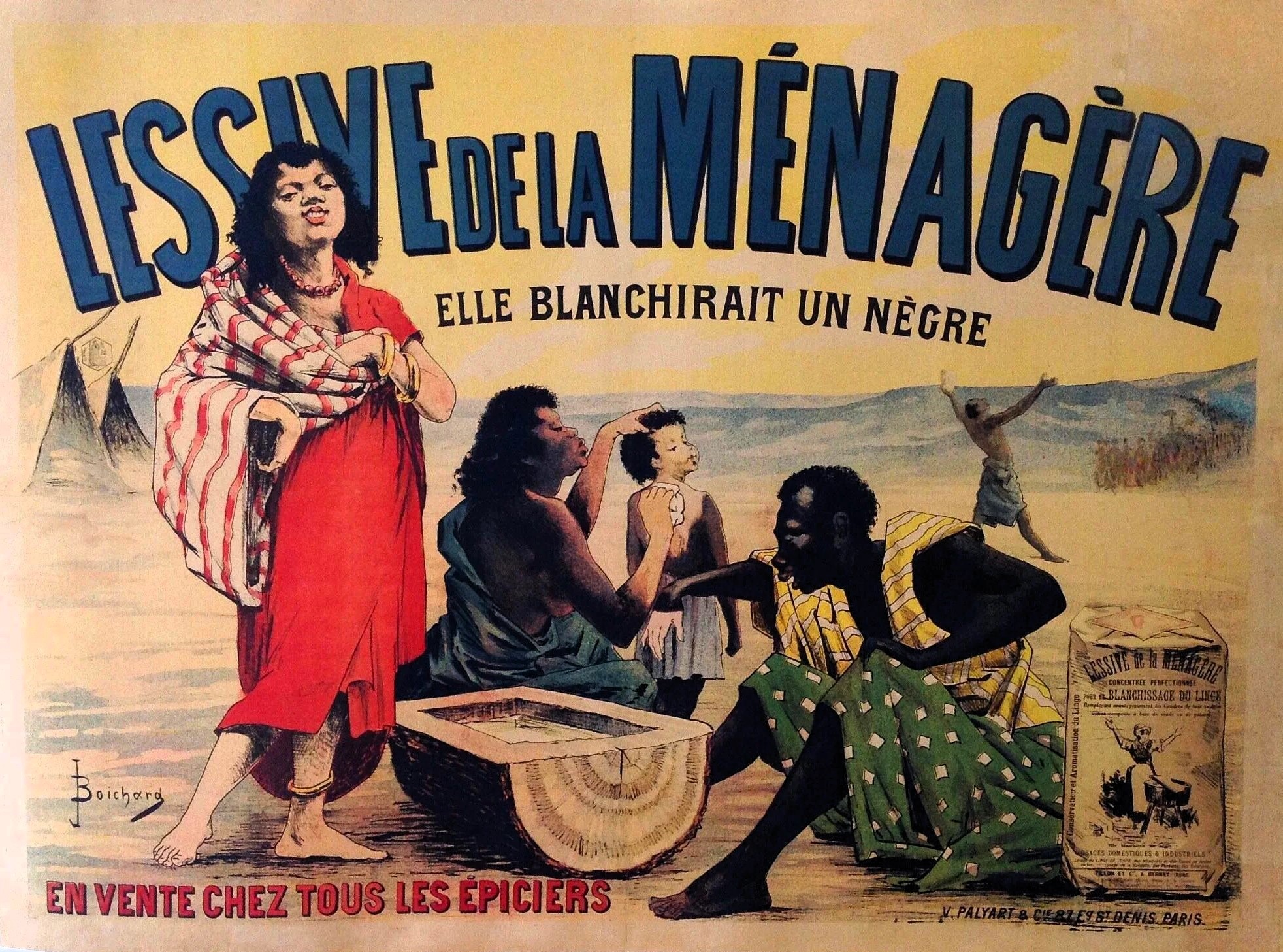
Publicité de 1895 pour la Lessive de la Ménagère, « elle blanchirait un nègre », montrant les stéréotypes issus du colonialisme.

En français, le substantif a pris avec le temps une connotation péjorative et raciste. Indissociable de l’histoire de l’esclavage, il sert de radical pour les mots relatifs au commerce des captifs africains (traite négrière, navire négrier). Ce terme sera transformé par le mouvement littéraire de la négritude, fondé notamment par les intellectuels Césaire et Senghor, afin de s'approprier cette meurtrissure infligée par l'histoire, mais sans toutefois en effacer la charge douloureuse.

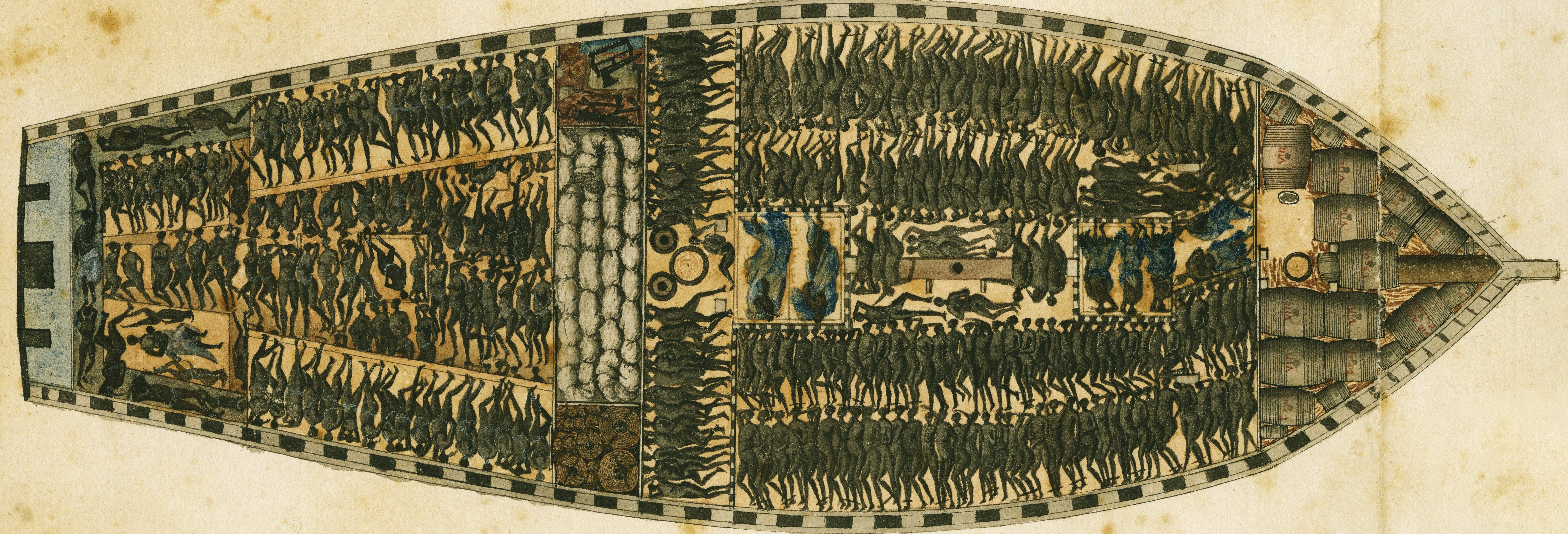
Plan, profil et distribution du navire négrier La Marie Séraphique de Nantes, d'une capacité de 300 captifs.

« Nègre » est aussi un adjectif utilisé au XXe siècle pour désigner l'ensemble des populations africaines ou d'origine africaine, et dans un certain nombre d'expressions telles que art nègre, sans connotation péjorative, retrouvant alors sa qualité purement descriptive de la spécificité d'une culture parmi d'autres. Dans ce cas, le terme ne varie pas en fonction du genre, et reste le même au féminin, comme la Revue nègre. Ces expressions ont toutefois presque toutes été remplacées par notamment l’adjectif « africain » (par exemple art africain).
Aujourd’hui l’utilisation des termes « nègre » et « négresse » est de plus en plus sujet à controverse, en raison notamment de leur connotation péjorative, et de l’histoire qui leur est associée.

## Étymologie
Le mot est dérivé du latin niger, « noir » en tant que couleur.
Selon le dictionnaire de Godefroy, le mot negre ou nigre (noir), apparaît en ancien français au XVIe siècle pour désigner la couleur noire : « Que je en la nigre montaigne / M'en aile desous Andioche. »
Puis, pour désigner les personnes de couleur noire, le terme sera repris à partir de 1529 au mot espagnol negro, « noir ».
Dans le sud de la France, en zone occitane, le mot nègre est la francisation de l'occitan negre désignant la couleur noire. Ce mot se retrouve à la fois dans de nombreux toponymes et patronymes sans aucune autre signification que chromatique.

## Origine
D'après Myriam Cottias, directrice du Centre international de recherches sur les esclavages et post-esclavages, le mot trouve son origine dans un lieu géographique précis, la région située autour du fleuve Niger, la Négritie. Les Portugais y développent l'esclavage avec l'appui du royaume du Kongo : « Pendant la traite atlantique, cette origine géographique va être indissociablement liée à un statut : la servitude. Les marins portugais appellent les Africains qu'ils capturent sur les côtes pour en faire des esclaves aux Amériques les “negros” ».
Dans la langue française, le terme « nègre » apparaît au XIVe siècle sous la forme adjectivale signifiant de « couleur noire ». Ce n'est que deux siècles plus tard, en 1529, dans le Voyage à Sumatra des frères Parmentier, qu'il apparaît pour désigner une « personne de couleur noire ». Ensuite, le mot « nègre » s'impose chez les marins et les commerçants esclavagistes, puis dans la société tout entière, comme un synonyme d'« esclave (noir) ». Selon l’historien Pap Ndiaye, : « Dans les dictionnaires de français du XVIIIe siècle on peut lire, au mot “nègre” : “Voir esclave”. À l'époque, il y a une équivalence complète entre les deux termes. »
Le capitaine-gouverneur de Ceuta, Pedro de Meneses Pedro de Meneses (en), effectue razzias et raids dans les campagnes autour de Ceuta. Les prises de guerre alimentent en des milliers de maures captifs les économies d'Andalousie et du Levant espagnol. Ils débarquent dans les ports de Valence et de Barcelone dans un marché de l'esclavage en essor. Entre 1380 et 1440, plusieurs esclaves orientaux proviennent de la traite en mer Noire et d'esclaves sarrasins.
Les Portugais ont été les premiers Européens à avoir déporté des Noirs comme esclaves dans leur propre pays, en 1442.
Les Espagnols ont été les premiers Européens à déporter des Noirs comme esclaves aux Amériques[réf. nécessaire]. Ils désignent alors les Noirs par le mot negro qui signifie « noir » en espagnol, comme l'illustre une scène du film Amistad. En français, on désignait ces populations d’abord par le mot neir (1080) puis par le mot « noir ». L’emploi du mot « nègre » était rare avant le XVIIIe siècle. L'usage s'en répand, donnant à d'autres formés par dérivation comme négrillon, négrier, puis négroïde, ce dernier terme étant souvent considéré comme raciste.
Avant l'esclavage, on désignait également les personnes mélanodermes comme des « Maures ».
Le mot « nègre » est peu à peu remplacé par « Noir », avec une majuscule éventuelle quand on souhaite insister sur l'idée de peuple (vers 1960). Les expressions telles que « personne de couleur » ou, dans le langage familier, l'anglicisme « black » (en France), sont devenues courantes pour éviter de dire « noir ».

## Usages et connotations
L'usage du mot n'est pas identique lorsqu'il est traduit dans diverses langues, ou pris dans des contextes historiques.

### En français
On retrouve le mot nègre dans les dictionnaires français de l'Ancien régime,.
Le mot fait son apparition en 1671 dans le Dictionnaire royal augmenté de Pomey : « Nègres : peuple d'Afrique ». Cette définition passe sous silence l'esclavage colonial. En 1708, le Dictionnaire universel géographique et historique de Thomas Corneille définit « Nègres » dans ces termes : « peuples d'Afrique dont le pays s'étend des deux côtés du fleuve Niger ». La notice oppose d'une part les "nègres" de la côte qui commercent avec les Levantins et les Portugais ; et d'autre part les "nègres" de l'intérieur du continent, qui ne commercent pas. Les plus valorisés sont ceux qui entretiennent des relations avec les Portugais ; ceux-là sont "civilisés" et se sont convertis au christianisme. Les plus dévalorisés sont les Africains de l'intérieur.

Le Dictionnaire de l'Académie française de 1762 ne donne pas le sens premier, ni même celui d'esclave. Il souligne l'emploi du terme dans une expression : 

« NÈGRE, ESSE. s. Ce mot ne se met point ici comme un nom de Nation, mais seulement parce qu'il entre dans cette façon de parler. Traiter quelqu'un comme un nègre, pour dire, Traiter quelqu'un comme un esclave,. »

Il faut attendre l'édition de 1798 pour voir apparaître une équivalence entre le terme « Nègre » et celui « Esclaves ».
Le mot « nègre » est progressivement remplacé par « noir » (ou « Noir ») dans les pays francophones, ou par l'expression « homme de couleur » (courante dans les années 1960 en Europe francophone) ; les années 1990 voient se développer l'usage de l'anglicisme « black » ; puis dans les années 2000 certains milieux emploient le verlan « renoi » pour désigner, souvent familièrement, une personne noire de peau d'origine africaine. Les expressions varient selon les contextes ; il s'agit dans certains cas d'éviter de ramener une personne à une condition raciale, dans d'autres cas d'éviter de l'invisibiliser en tant que personne racisée.
Selon Myriam Cottias, historienne et directrice de recherche au CNRS, le mot « nègre » ne peut pas être séparé de son passé esclavagiste et colonial : « Dans les récits des voyageurs du XVII ou XVIIIe siècle, on assiste à la construction d’un continuum entre couleur et statut, où la dimension d’origine disparaît. Donc, “être nègre” va avoir pour signification “être esclave”, et “être esclave” c’est “être nègre”. D’une certaine façon, ça pose une sorte d’impossibilité à sortir de ce statut. ».

### Mouvement de la négritude

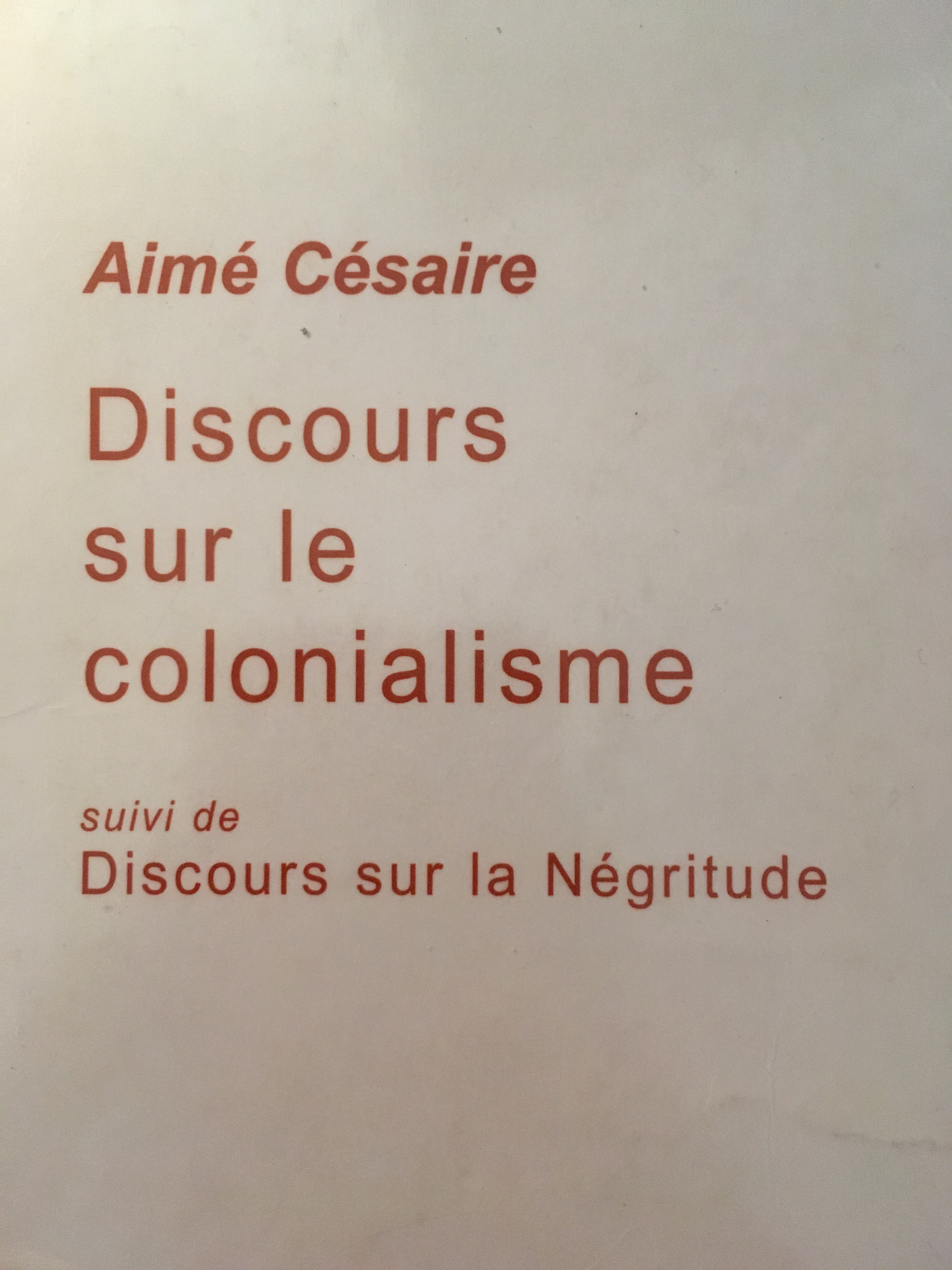
Aimé Césaire, Discours sur la négritude ; Césaire écrit : ”La négritude est la simple reconnaissance du fait d’être noir, et l’acceptation de ce fait, de notre destin de Noir, de notre histoire et de notre culture”

Certains défenseurs des droits des Noirs ou de l'égalité entre les hommes ont tenté de se réapproprier le mot nègre, en opposition avec la connotation péjorative populaire, tel qu'il est utilisé dans l'expression « art nègre ».
La négritude est un courant littéraire et politique, créé durant l'entre-deux-guerres, rassemblant des écrivains francophones noirs, comme Aimé Césaire, Léopold Sédar Senghor, les sœurs Paulette et Jeanne Nardal (considérées comme les figures inspiratrices du mouvement), Jacques Rabemananjara, Léon-Gontran Damas, Guy Tirolien, Birago Diop et René Depestre. Lié notamment à l'anticolonialisme, le mouvement influence par la suite de nombreuses personnes proches du nationalisme noir, s'étendant bien au-delà de l'espace francophone.
En 1934, en réponse à une insulte raciste, Aimé Césaire proposa à Senghor de rédiger ensemble un journal, L'Étudiant noir : « Léopold : je supprimerais ça. On devrait l’appeler Les Étudiants nègres. Tu as compris ? Ça nous est lancé comme une insulte. Eh bien je la ramasse, et je fais face. » Toutefois, Aimé Césaire reconnaîtra plus tard « ne pas aimer tous les jours le mot Négritude » en raison des souffrances derrière ce mot.

Le terme dérivé « négritude », forgé dans les années 1930, s'emploie encore aujourd'hui dans un sens positif, désignant la perspective identitaire des intellectuels noirs francophones Léopold Sédar Senghor et Aimé Césaire.

« Cette entreprise de déconstruction fut relayée en Afrique francophone durant des générations. J’y ai participé au collège, dès la première année du secondaire… C’est probablement la raison pour laquelle l’usage du mot « Nègre » n’y génère pas les mêmes passions que dans les pays anglophones où à l’évidence, le travail de déconstruction reste à faire. »

— Maka Kotto

En 2020, les éditions Zulma rééditent Comment faire l'amour avec un nègre sans se fatiguer, pour célébrer le 35e anniversaire de ce premier roman. À cette occasion, l'écrivain Dany Laferrière de l'Académie française, auteur également de Cette grenade dans la main du jeune nègre est-elle une arme ou un fruit?, est invité à France culture et répond à la question « Peut-on encore utiliser le mot nègre en littérature ? » : 

« Le mot nègre, il va dans n'importe quelle bouche, il est dans le dictionnaire, vous l'employez, vous en subissez les conséquences. Mais ce n'est pas le mot qu'il faut éliminer. […] Le mot « nègre » est un mot qui vient d'Haïti. Pour ma part, c'est un mot qui veut dire homme simplement. On peut dire « ce blanc est un bon nègre ». Le mot n'a aucune subversion. […] Dans la bouche d'un Blanc, n'importe qui peut l'employer. On sait quand on est insulté, quand quelqu'un utilise un mot pour vous humilier et pour vous écraser. Et puis, on sait aussi quand c'est un autre emploi. Vous l’employez, vous en subissez les conséquences. »

#### Acceptions, synonymes et mots apparentés
Le mot « nègre » dans son acception contemporaine est largement controversé dans les pays où il est utilisé pour désigner spécifiquement les individus à la peau noire. Dans les pays ayant été impliqués dans le commerce triangulaire, « nègre » conserve un sens péjoratif fort, qui renvoie à une image biaisée de la population africaine.
L'adjectif « subsaharien » peut être aussi utilisé pour désigner les personnes d'origine africaine des régions subsahariennes.
Il est cependant encore utilisé dans des expressions lexicalisées qui lui confèrent un sens particulier :
- En littérature, l'emploi du mot « nègre » désignait une personne qui écrit pour le compte d'une autre, sans être mentionnée[Note 1]. Cela provient probablement d'une assimilation entre « nègre » et « esclave », attestée par des expressions comme « travailler comme un nègre ». En littérature française, il est désormais remplacé par le terme de « prête-plume »[21], même si « nègre » perdure en parallèle. Il existe également plusieurs expressions consacrées comme « écrivain privé », « écrivain sous-traitant » ou, plus rarement, « écrivain fantôme »[Note 2],[22]. Dans le domaine politique, on parle de « plume » lorsqu'un autre rédige le discours d'un politicien.
- Un champignon de type bolet (Boletus aereus) est appelé cèpe tête-de-nègre mais l'expression tend à disparaître.
- Des papillons portent le nom de « Grand nègre » : le Moiré sylvicole (Grand nègre à bandes fauves), la Dryade (Grand nègre des bois), ou encore le Grand nègre berbère.
- À l'École spéciale militaire de Saint-Cyr, le mot « nègre » était autrefois utilisé, à compter du XIXe siècle, pour désigner le major de promotion, c’est-à-dire l'élève le mieux classé.
  - On connaît l'expression apocryphe de Patrice de Mac Mahon : « C'est vous le nègre ? Eh bien, continuez ! » qu'il fit entendre lors de sa visite de cette école. Le mot s'était révélé gaffeur car l'élève-officier à qui il s'était adressé en ces termes (Maximilien Liontel) était par ailleurs lui-même Noir originaire de Cayenne en Guyane[Note 3]. L'expression est passée à la postérité avec la dose d'humour qui se doit. Frédéric Dard, dans plusieurs livres de San-Antonio, fait dire à son personnage central : « Je fais comme le nègre : je continue. »
- Dans le monde du travail, le mot « nègre » est utilisé pour désigner une personne subissant le pouvoir et l'autorité excessifs d'un supérieur hiérarchique, à l'instar des esclaves noirs soumis à l'autorité de leur maître (encore que certains esclavagistes étaient eux-mêmes d'anciens esclaves affranchis).
- Le parler petit nègre désigne non pas une version de la langue française qui aurait été utilisée par des Africains, mais une langue créée par l'administration coloniale qui a conçu des manuels en « français simplifié  » et les a adressés aux chefs de l'armée coloniale française. Ces gradés devaient parler dans ce français-là avec les soldats africains. «  Si nous voulons nous faire comprendre vite et bien, il nous faut parler aux Noirs en nous mettant à leur portée, c’est-à-dire leur parler petit-nègre », avait écrit en 1904 l’administrateur colonial Maurice Delafosse ; l'expression traduit le sentiment de supériorité et le racisme des Français de l'époque[23].
- En reliure, la couleur « nègre » ou « tête-de-nègre » est utilisée pour décrire une teinte particulière de cuir, le plus souvent de type maroquin (chèvre) de couleur marron très foncé, presque noir. Ainsi, en bibliophilie, la couleur d'un maroquin marron foncé est définie comme maroquin « tête de nègre ».

Il est également associé à certaines expressions :
- La tête de nègre est une expression aujourd'hui fortement controversée, souvent considérée comme raciste[24],[25], et liée à un contexte de violence coloniale[26], qui désigne une pâtisserie constituée de meringue enrobée de chocolat. À la suite de polémiques publiques, elle a été renommée « tête au chocolat », « meringue au chocolat » (en France) ou « tête au choco » (en Suisse)[27] ; certaines boulangeries ont cessé d'en fabriquer[28],[29].
- L'expression « travailler comme un nègre » fait référence à la contrainte et à l'exploitation sans limites d'un travailleur ou de soi-même, en évoquant l'esclavagisme ou le travail forcé[30].

### En créole haïtien
En Haïti, qui fut la première République noire au monde et qui fut fondée par des anciens esclaves ayant échappé à l'esclavage (les marrons ou « nègres marrons »), le mot créole « nèg » désigne un « gars », un « homme » ou même une « personne » en général, indépendamment de la couleur de sa peau; ou simplement un « homme noir » En raison de l'immigration haïtienne, ce terme est présent dans l'idiome montréalais

« Si on peut désigner par nègre un homme de n'importe quelle couleur, on fait du même coup disparaître de ce mot … l'aire de signification du mot. […]  On n'a qu'à lire l'étude de Simone Délesalle et Lucette Valensi sur le sens du mot « nègre » dans les dictionnaires français d'Ancien régime pour mesurer l'importance de la transformation de sens opérée dans le créole. »

— Maximilien Laroche, Esquisse d’une sémantique du créole haïtien et du joual québécois

### En anglais
La communauté d'origine africaine d'Amérique du Nord fait l'objet de plusieurs qualificatifs. Il existe notamment une forte controverse liée à l'utilisation des termes anglais « negro » et surtout « nigger ». En effet, le premier ethnonyme fait l'objet de bon nombre de connotations positives mais aussi négatives et le second, fortement péjoratif, est considéré comme une insulte aujourd'hui imprononçable, quelles que soient les circonstances.
Le contexte est essentiel pour comprendre la signification de ces termes :
Le terme « negro » en anglais peut faire l'objet d'une connotation raciste, car, même si, historiquement et étymologiquement, l'ethnonyme était utilisé de manière relativement neutre par les marchands d'esclaves espagnols et portugais, il fut réapproprié par les « Blancs » d'Amérique du Nord durant l'esclavage comme un dysphémisme raciste, qui l'utilisèrent de manière ouvertement hostile et abusive, dans le but d'intimider les Africains et à mettre en évidence leur prétendue infériorité morale et intellectuelle. De ce fait, dès les années 1960, des groupes militants affirment que « negro » est une épithète qui perpétue la mentalité « maître-esclave » dans l'esprit des Américains noirs et blancs (Bennet, 1967). Pourtant, il est à noter que le nationaliste afro-américain Marcus Garvey crée en 1917 la United Negro Improvement Association (UNIA, toujours en activité), en revendiquant le terme negro. Lors de sa première émission de télévision, le pasteur Martin Luther King se présente comme « an American Negro » ; pour lui l'important réside dans le combat pour les droits civiques, les subtilités du vocabulaire étant très secondaires. Il y a d'ailleurs quinze occurrences de « negro » utilisées comme terme de respect dans son discours intitulé I have a dream.
Quant au terme « nigger » il est considéré par les médias et les politiques comme un véritable tabou et comme un terme qui a un pouvoir terrible et provocateur (Endo, 2012). Comme substitut à ce terme tabou, on utilise la locution « the N-word ». Toutefois, ce terme « nigger » a également été utilisé du côté des opprimés durant l'esclavage : Jacquelyn Rahman a remarqué une variante non-péjorative du terme qui a été introduite dans le lexique des Afro-Américains. Il s'agit de « nigga » (variante dialectale de nigger, signifiant alors : « mon vieux », « mon pote », « mon gars », « mec »). « L'utilisation de « nigger » par certains membres de la communauté afro-américaine permet à un orateur de construire une identité représentant la prise de conscience de l'histoire des Afro-Américains » ; elle peut indiquer « une position proactive qui cherche à apporter un changement positif ».
Pour en revenir au terme « negro », du fait de son ambiguïté, il est finalement remplacé vers la fin du XXe siècle aux États-Unis par « black » (ou « Black ») et plus officiellement «  African American », « Black American » ou « Afro-American »
En 2020, le formulaire de recensement américain élimine le choix Negro du formulaire.
Pour résumer :
- Aux États-Unis, l'adjectif « negro », aujourd'hui quelque peu désuet, a été employé dans un sens neutre ou légèrement péjoratif ; le substantif offensant « nigger », utilisé dans un contexte raciste ou injurieux, rassemble quant à lui la totalité du contenu péjoratif[Note 4].
- En anglais, on préfère aujourd'hui utiliser l'expression «  African American », « Black American » ou « Afro-American »[Note 5]. Certains Américains aux origines africaines se sont approprié le terme argotique pour en faire un mot d'autoréférence.

### En latin
Nigra sum, sed formosa (« Je suis noire, mais je suis belle ») est un verset biblique ayant inspiré de nombreuses œuvres musicales. Il figure dans la traduction en latin du Cantique des Cantiques (1:5).

## Polémiques et controverses

### En France

#### Quartier de La Négresse à Biarritz

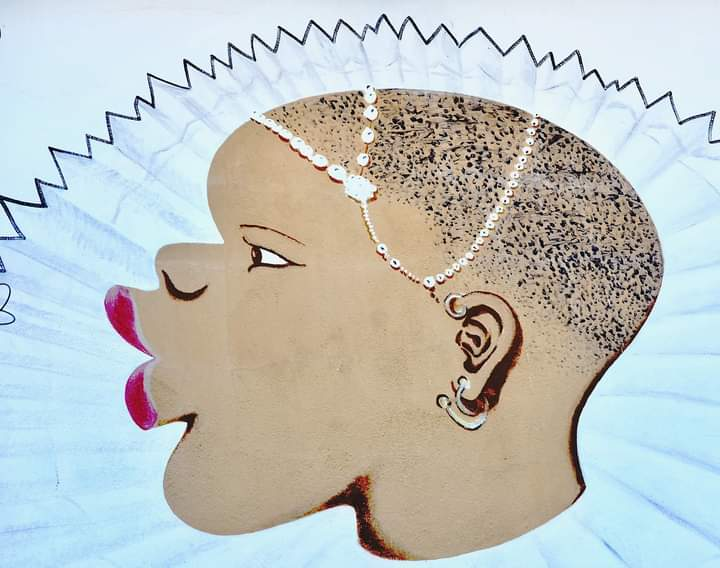
Enseigne stéréotypée d'une boutique de tissu du quartier La Négresse.

Depuis 2013, une vive polémique entoure le nom d'un quartier de Biarritz qui s'appelle La Négresse. Cette dénomination s'accompagne d'images stéréotypées de femme africaine sur les boutiques du quartier ou lors des « fêtes de la Négresse », et de nombreuses personnalités demandent qu'il soit changé. Parmi eux se trouvent les élus biarrots Galéry Gourret et Lysiann Brao, l'écrivaine bayonnaise Marie Darrieussecq, l'historien Jean-Yves Mollier, l'avocat Alain Jakubowicz ou encore le militant bordelais Karfa Diallo.
Ce dernier, avec son association Mémoires & Partages, effectue de nombreuses actions de sensibilisation après des habitants et des autorités municipales. Toutefois, devant le refus répété de la mairie de Biarritz s'agir sur cette question, un action en justice est lancée afin d'obtenir l'annulation des délibérations municipales de 1861 et 1986 ayant attribué le nom de « La Négresse » au quartier puis à une rue.
Le 6 février 2025, la Cour administrative d'appel de Bordeaux donne raison à l'association Mémoires & Partages et affirme que, « quelles que soient l’origine supposée de cette appellation et sa dimension historique », celle-ci porte bien « atteinte à la dignité de la personne humaine ». Elle somme la ville de Biarritz d’abandonner le nom de « La Négresse » pour ce quartier, et lui enjoint « de saisir, dans un délai de trois mois, le conseil municipal [...] pour qu’il procède à l’abrogation des délibérations » de 1861 et 1986 ayant attribué le nom de « La Négresse » au quartier puis à une rue. De son côté, la maire LR de Biarritz, Maider Arosteguy, annonce son intention de porter la décision devant le Conseil d’État,.

#### Carrefour et Tennis club de la Négresse à Aulnay-sous-Bois
En 2014, après une longue réflexion menée par le comité de dénomination des rues, le conseil municipal d’Aulnay-sous-Bois décide de débaptiser le « carrefour de la Négresse », et de le renommer « carrefour des Droits de l'Homme ». Pour le maire adjoint Grégoire Mukendi, qui en avait fait la demande, en plus de la référence « à l'esclavagisme et à la servitude », le plus surprenant était le fait que cette dénomination ne soit devenue le nom officiel du carrefour qu'en 2004.
Puis, en 2022, c'est au tour du « tennis club de la Négresse » d'être rebaptisé « tennis club loisir Nonneville ».

#### Usage du mot par la ministre du droit des Femmes en 2016
En 2016, la ministre des droits des femmes Laurence Rossignol utilise le mot sur RMC et finit par plaider la faute de langage.

#### Projet de renommage àAndilly(Charente-Maritime)
Dans la commune d'Andilly (Charente-Maritime), la municipalité annonce, en avril 2025, vouloir changer le nom de la « rue Nègre ». Selon le maire Sylvain Fagot, « ce nom n'est plus en affinité avec notre vision politique de la commune ».

### Au Canada
En 1958, André Laurendeau crée la polémique avec une série d'articles publiés dans Le Devoir, portant le titre La théorie du roi nègre, ; « roi nègre » a ici le sens de servile complice des puissances coloniales.
En 2008, Victor-Lévy Beaulieu utilise l'expression « reine-nègre » pour qualifier Michaëlle Jean alors gouverneure-générale du Canada. « C'est  une insulte » tranche Dany Laferrière.

#### Autour du livreNègres blancs d'Amérique
En 1967, l'écrivain et militant indépendantiste québécois Pierre Vallières, qui avait fréquenté à New York le milieu des Black Panthers, publie le livre-choc Nègres blancs d'Amérique. Avec ce titre il assimile volontairement les esclaves noirs américains au sous-prolétariat québécois, « esclaves » selon lui d'une élite dominante anglo-saxonne qui lui enjoignait de « parler blanc » (speak white). Cette comparaison suscitera quelques décennies plus tard de vives réactions. Elle a un ancrage historique dans les discriminations dont les francophones étaient victimes au Canada mais aussi aux États-Unis, où le Ku Klux Klan s'en prenait aussi à eux dans les années 1920. Avant lui, Mailer avait publié en 1957 le livre Hipsters: Le nègre blanc. Réflexions superficielles sur le hipster (en).
« Le titre, Les Nègres blancs d'Amérique, est bien sûr sujet à controverse, et peut-être plus en anglais qu'en français, compte tenu du tabou sur le mot "nigger" ("nègre"). Il en est ainsi depuis les premières publications du livre dans les deux langues. Il n'est donc pas surprenant qu'aujourd'hui, de nombreux lecteurs, même ceux qui ont vécu les tumultueuses années 1960 et 1970 à Montréal, trouvent intolérables les comparaisons entre les Québécois francophones, les Noirs américains et les peuples colonisés d'Afrique que signifie le titre de Vallières. »
Dans un discours en 1987, Aimé Césaire, un des fondateurs du mouvement de la Négritude, reconnaît un certain mérite à ce titre : « j’ai souri de l’exagération, mais je me suis dit : Eh bien, cet auteur, même s’il exagère, a du moins compris la Négritude ».
En 2020, un manuel d'histoire est banni par deux commissions scolaires anglophones de Montréal car il cite l’ouvrage de Pierre Vallières.
En 2020, la reporter et animatrice de CBC, Wendy Mesley, est suspendue après avoir cité lors d'une réunion de travail le titre du livre de Pierre Vallières, Nègres blancs d'Amérique. Le même ouvrage a été cité par une professeure de cinéma de l'université Concordia, Catherine Russell (d), ce qui a provoqué une pétition appelant à sa destitution.

#### Les mots«nègre»et«nigger»bannis de la toponymie au Québec
Au Canada, le Québec est aujourd'hui la seule province qui possède des noms de lieux contenant le mot « nègre », comme la Rivière du Nègre ou le Lac Ti-Nègre, depuis que les autres provinces ont renommé chez elle les lieux problématiques.
En 2015, la Commission de la toponymie du Québec annonce la « désofficialisation » de nom de onze lieux contenant le mot « nègre », en français ou en anglais, estimant qu’ils étaient susceptibles de « porter atteinte à la dignité des membres de la communauté noire. En effet, le premier a une connotation fortement injurieuse. Quant au second, il a acquis, au fil du temps, une charge péjorative ».
Cette décision fait suite à un débat, lancé par des militants en août 2015, sur la pertinence du nom donné en 1970 aux « Rapides des Nègres », situés à Bouchette, au nord-ouest de Montréal. La ministre québécoise de la Justice de l'époque, Stéphanie Vallée, s'était alors dite préoccupée par les « dénominations qui pourraient avoir une connotation blessante » et avait soutenu cette initiative, à l'échelle de la province.
Pour les noms de remplacement, la Commission de la toponymie du Québec indique qu'ils « devront respecter le plus possible le patrimoine historique des lieux et rappeler la présence de la communauté noire du Québec, qui a contribué à l'enrichir. »
Si en 2020 des noms attendent toujours d'être renommés car les procédures sont longues, il y a déjà le Lac Ti-Nègre qui est devenu le Lac Honoré-Gélinas.

##### Une prise de conscience déjà ancienne
Cette prise de conscience est déjà ancienne comme le rappelle l'éditorial du Ottawa Citizen du 28 octobre 1965 : « Le Comité permanent canadien des noms géographiques a convenu à l’unanimité que des noms comme Nigger Rapids, au Québec, devraient être remplacés par des appellations moins choquantes. Ce n’est pas trop tôt. La nécessité de respecter les origines raciales et religieuses de chacun fait l’objet d’une prise de conscience croissante dans ce pays. » Par la suite des noms comme Niggertoe Mountain, en Colombie-Britannique, et Nigger Island, en Ontario, ont ainsi été changés pour Mount Nkwala et Makatewis Island dès 1966.

#### Commission scolaire Marguerite-Bourgeois, 2018
Dans une école primaire, un devoir demandant de trouver le diminutif du mot honni fut retiré à la demande de la mère d'un élève. La commission scolaire fut blâmée par la Commission des droits de la personne et des droits de la jeunesse du Québec, et sommée de dédommager la victime,,.

#### Université d'Ottawa, 2020
En 2020, une professeure de l'Université d'Ottawa est suspendue pour avoir mentionné le mot nigger en classe, lorsqu'elle cherchait à discuter du concept de négritude. Elle se retrouve alors au centre d'une tempête médiatique qui donnera lieu à des réactions diverses au Canada, et qui entrainera, au Québec, la création de la Commission scientifique et technique indépendante sur la reconnaissance de la liberté académique dans le milieu universitaire.

### Aux États-Unis
En 1974, le chanteur cajun Jimmy C. Newman fait un énorme succès de la chanson « Lâche pas la patate », expression qui devient très populaire au Canada. Selon Barry Jean Ancelet, le refrain « Lâche pas la patate, mon neg », qui constitue le refrain de la chanson, n'a aucune connotation raciste. « Dans ce contexte, neg veut dire un homme, alors on dit mon neg comme les Français disent mon mec ou les Québécois disent mon chum. Cette expression-là est toutefois moins utilisée aujourd'hui, car certains ont exprimé un inconfort en raison de son caractère péjoratif. »
Le sénateur Harry Reid a eu des ennuis pour avoir qualifié en 2008 le président Barack Obama d'Afro-Américain « à la peau claire » et « sans dialecte nègre ». Il utilisa les mots negro dialect en anglais. Ce dernier est lui aussi considéré toxique aux États-Unis : depuis 1985, la Cour suprême n'utilise plus le mot negro qu'avec des guillemets ou dans des citations,.
En 2012, Kanye West rappe « Niggas in Paris », terme qu'il juge affectueux. Gwyneth Paltrow, twitte le mot, ce qui engendre des accusations de racisme.
En 2014, un message sur Facebook concernant la désignation « negro » pour identifier l'origine raciale des jurés intervenant dans les tribunaux de l'État de New York fait la une des journaux nationaux. Le terme a depuis été retiré.
En 2017, Piers Morgan publie un article au sujet d'une vidéo Instagram de membres de la Alpha Phi Sorority de l'université du New Hampshire. Celles-ci chantaient Gold Digger de Kanye West, dont les paroles contiennent le mot controversé. À la suite de cette publication, de nombreux utilisateurs de Twitter affirment qu'il est obsédé par l'utilisation du mot commençant par n et sont même allés jusqu'à le traiter de raciste.